# Línia Barcelona - Mataró - Maçanet Massanes
La línia Barcelona - Mataró - Maçanet Massanes, línia del Maresme o línia de Mataró és una línia de ferrocarril catalana propietat de l'empresa pública Administrador d'Infraestructures Ferroviàries (Adif) que connecta Barcelona amb el Barcelonès nord, creuant per la costa de cap a peus el Maresme i unes poques localitats selvatanes. La línia té un extrem al Triangle Ferroviari on connecta amb la línia de Granollers i acabava a l'estació de Maçanet-Massanes on torna a enllaçar amb la línia de Granollers en direcció a Girona.
La línia és d'ample ibèric, amb doble via entre Barcelona i Arenys de Mar i via única entre Arenys i Maçanet-Massanes, i els serveis que transcorren per la línia són principalment de rodalia. La línia és propietat de l'Adif, i només hi circulen trens operats per Renfe Operadora. L'ample de la via és ample ibèric de 1.668 mm.
A Barcelona la línia finalitza a la zona de la futura estació de Sagrera | TAV connectant amb la línia de Girona per arribar a l'estació del Clot - Aragó, antigament la línia finalitzava a l'Estació de les Rodalies i a l'Estació de França. Entre Sant Adrià de Besòs i l'Estació de les Rodalies es va desmantellar el ramal de Marina i les estacions de Poblenou i Bogatell per alliberar sòl a la costa del barri del Poblenou i construir la Vila Olímpica pels Jocs Olímpics d'Estiu de 1992, es va reemplaçar el ramal de Marina pel ramal Besòs entre Sant Adrià i el Triangle Ferroviari.

## Serveis ferroviaris
Circulen per aquesta línia trens de la línia R1 de Rodalies de Catalunya i els de la línia RG1 connectant Molins de Rei (línia de Vilafranca) amb Maçanet-Massanes, la qual també pertany a la línia de Granollers.
| Servei                                                                                     | Terminal servei           | Inici línia    | Fi línia         | Terminal servei  |
| ------------------------------------------------------------------------------------------ | ------------------------- | -------------- | ---------------- | ---------------- |
|                                                                                            | Molins de Rei             | Sagrera \| TAV | Maçanet-Massanes | Maçanet-Massanes |
|                                                                                            | L'Hospitalet de Llobregat | Sagrera \| TAV | Portbou          | Portbou          |
| Es marca l'inici i principi de la línia i la terminal del servei, fora o dins de la línia. |                           |                |                  |                  |

## Orígens
El 16 de març de 1847 s'atorgà la concessió del ferrocarril de Barcelona a Mataró, per iniciativa del mataroní Miquel Biada i Bunyol i amb l'ajuda de José María Roca, a la Companyia dels Camins de Ferro de Barcelona a Mataró que va inaugurar la línia el 28 d'octubre de 1848 assistint-hi les autoritats civils, eclesiàstiques i militars i encunyant l'ajuntament de Barcelona una medalla de bronze commemorativa de l'efemèride. L'estació terminal a Barcelona es va situar en uns terrenys entre la Barceloneta i el barri de la Ciutadella a l'inici de l'Avinguda del Cementiri del Poblenou.
Pi i Arimon, contemporani dels fets, recull diverses dades sobre el Camí de Ferro de Barcelona a Mataró. Es veu que la línia fou projectada el 1846 iniciant-se les primeres obres el juny de l'any següent i inaugurada la línia l'octubre del 1849. El cost de construcció estimat fou d'un quatre milions de duros. El primer any de funcionament fou tot un èxit registrant-se 675.878 viatgers amb uns beneficis de 165.471 duros. La companyia que el gestionava, exceptuant el personal del tallers, amb 87 empleats.
El primer tram construït incloïa vuit estacions de Barcelona, Badalona, Montgat, Masnou, Ocata, Premià, Vilassar i Mataró. Pel que fa al traçat de la línia Pi i Arimon en destaca els 44 ponts destacant el que travessava el Besòs de fusta amb 86 ulls, que fou endut per una riuada el setembre de l'any 1850. Així mateix el túnel de Montgat amb una extensió d'uns 500 peus construït expressament per a salvar el turó de Montgat.